# Neteja sollicita
Neteja sollicita is een insect uit de familie van de mierenleeuwen (Myrmeleontidae), die tot de orde netvleugeligen (Neuroptera) behoort. 
Neteja sollicita is voor het eerst wetenschappelijk beschreven door Navás in 1914.